# 12e session du Comité du patrimoine mondial
La 12e session du Comité du patrimoine mondial a eu lieu du 5 décembre 1988 au 9 décembre 1988 à Brasilia, au Brésil.

## Participants
Les membres du comité du patrimoine mondial sont représentés par les États suivants, :
- Algérie
- Australie (vice-présidence)
- Brésil (présidence)
- Bulgarie
- Canada (vice-présidence)
- Cuba
- États-Unis
- France (vice-présidence)
- Grèce (rapporteur)
- Inde (vice-présidence)
- Italie
- Liban
- Malawi
- Mexique
- Norvège
- Pakistan
- Sri Lanka
- Tanzanie
- Tunisie
- Turquie
- Yémen du Nord (vice-présidence)

La session inclut également les États et organisations suivantes :
- États observateurs :
  -  Allemagne de l'Ouest
  -  Argentine
  -  Chili
  -  Équateur
  -  Espagne
  -  Irak
  -  Pérou
  -  Philippines
  -  Sénégal
  -  Suisse
  -  Vatican

- Organisations invitées à titre consultatif :
  - ICCROM
  - ICOMOS
  - UICN

- Organisations internationales gouvernementales et non-gouvernementales :
  - Conseil international des musées
  - Fonds des Nations unies pour l'enfance
  - Haut Commissariat des Nations unies pour les réfugiés
  - Programme des Nations unies pour le développement
  - Union internationale des architectes

## Inscriptions

### Patrimoine mondial
Le Comité décide d'inscrire 27 sites sur la liste du patrimoine mondial. La liste compte alors 314 biens protégés.
Le Mali et la République centrafricaine connaissent leur première inscription.
Les critères indiqués sont ceux utilisés par l'Unesco depuis 2005, et non pas ceux employés lors de l'inscription des sites. Par ailleurs, les superficies mentionnées sont celles des biens actuels, qui ont pu être modifiées depuis leur inscription.
| Bien                                                                  | Pays                      | Type                                    | Superficie (ha) | Zone tampon (ha) | Lien | Notes                                                    | Coordonnées                          | Illus. |
| --------------------------------------------------------------------- | ------------------------- | --------------------------------------- | --------------- | ---------------- | ---- | -------------------------------------------------------- | ------------------------------------ | ------ |
| Tropiques humides de Queensland                                       | Australie                 | Naturel (vii), (viii), (ix), (x)        | 893 453         |                  | 486  |                                                          | 15° 39′ 00″ sud, 144° 58′ 01″ est    |        |
| Trinidad et la vallée de Los Ingenios                                 | Cuba                      | Culturel (iv), (v)                      |                 |                  | 460  |                                                          | 21° 43′ 30″ nord, 79° 58′ 59″ ouest  |        |
| Vieille ville de Salamanque                                           | Espagne                   | Culturel (i), (ii), (iv)                | 50,78           | 130,3            | 381  |                                                          | 40° 57′ 54″ nord, 5° 39′ 54″ ouest   |        |
| Strasbourg - Grande-île                                               | France                    | Culturel (ii), (iv)                     | 183             | 708              | 495  | Étendu en 2017 à la Neustadt                             | 48° 34′ 55″ nord, 7° 44′ 48″ est     |        |
| Mont Athos                                                            | Grèce                     | Mixte (i), (ii), (iv), (v), (vi), (vii) | 33 042,3        |                  | 454  |                                                          | 40° 16′ 01″ nord, 24° 13′ 01″ est    |        |
| Météores                                                              | Grèce                     | Mixte (i), (ii), (iv), (v), (vii)       | 271,87          | 1 884,14         | 455  |                                                          | 39° 43′ 01″ nord, 21° 37′ 59″ est    |        |
| Monuments paléochrétiens et byzantins de Thessalonique                | Grèce                     | Culturel (i), (ii), (iv)                | 5,327           |                  | 456  |                                                          | 40° 38′ 17″ nord, 22° 57′ 54″ est    |        |
| Site archéologique d'Épidaure                                         | Grèce                     | Culturel (i), (ii), (iii), (iv), (vi)   | 1 393,8         | 3 386,4          | 491  |                                                          | 37° 40′ 01″ nord, 23° 07′ 01″ est    |        |
| Ville médiévale de Rhodes                                             | Grèce                     | Culturel (ii), (iv), (v)                | 65,85           |                  | 493  |                                                          | 36° 26′ 49″ nord, 28° 13′ 41″ est    |        |
| Parc national de Nanda Devi                                           | Inde                      | Naturel (vii), (x)                      | 71 210          | 514 857          | 335  | Étendu en 2005 au parc national de la Vallée des fleurs  | 30° 43′ 01″ nord, 79° 40′ 01″ est    |        |
| Villes anciennes de Djenné                                            | Mali                      | Culturel (iii), (iv)                    |                 |                  | 116  | En péril depuis 2016                                     | 13° 54′ 22″ nord, 4° 33′ 18″ ouest   |        |
| Tombouctou                                                            | Mali                      | Culturel (ii), (iv), (v)                |                 |                  | 119  | En péril de 1990 à 2005, puis depuis 2012                | 16° 46′ 23″ nord, 2° 59′ 56″ ouest   |        |
| Ville historique de Guanajuato et mines adjacentes                    | Mexique                   | Culturel (i), (ii), (iv), (vi)          | 2 167,5         |                  | 482  |                                                          | 21° 01′ 01″ nord, 101° 15′ 22″ ouest |        |
| Ville préhispanique de Chichén Itzá                                   | Mexique                   | Culturel (i), (ii), (iii)               |                 |                  | 483  |                                                          | 20° 40′ 01″ nord, 88° 36′ 00″ ouest  |        |
| Sites archéologiques de Bat, Al-Khutm et Al-Ayn                       | Oman                      | Culturel (iii), (iv)                    |                 |                  | 434  |                                                          | 23° 16′ 12″ nord, 56° 44′ 42″ est    |        |
| Ensemble conventuel de San Francisco de Lima                          | Pérou                     | Culturel (iv)                           | 259,36          | 766,7            | 500  | Étendu en 1991 à l'ensemble du centre historique de Lima | 12° 02′ 42″ sud, 77° 01′ 39″ ouest   |        |
| Parc national du Manovo-Gounda St Floris                              | République centrafricaine | Naturel (ix), (x)                       | 1 740 000       |                  | 475  | En péril depuis 1997                                     | 9° 00′ nord, 21° 30′ est             |        |
| Île d'Henderson                                                       | Royaume-Uni               | Naturel (vii), (x)                      | 3 700           |                  | 487  |                                                          | 24° 22′ 01″ sud, 128° 19′ 59″ ouest  |        |
| Tour de Londres                                                       | Royaume-Uni               | Culturel (ii), (iv)                     |                 |                  | 488  |                                                          | 51° 30′ 29″ nord, 0° 04′ 34″ est     |        |
| Cathédrale, abbaye Saint-Augustin et église Saint-Martin à Canterbury | Royaume-Uni               | Culturel (i), (ii), (vi)                | 18,17           |                  | 496  |                                                          | 51° 16′ 48″ nord, 1° 04′ 59″ est     |        |
| Réserve forestière de Sinharâja                                       | Sri Lanka                 | Naturel (ix), (x)                       | 8 864           |                  | 405  |                                                          | 6° 25′ 01″ nord, 80° 30′ 00″ est     |        |
| Ville sacrée de Kandy                                                 | Sri Lanka                 | Culturel (iv), (vi)                     |                 |                  | 450  |                                                          | 7° 17′ 38″ nord, 80° 38′ 24″ est     |        |
| Vieille ville de Galle et ses fortifications                          | Sri Lanka                 | Culturel (iv)                           |                 |                  | 451  |                                                          | 6° 01′ 16″ nord, 80° 13′ 08″ est     |        |
| Médina de Sousse                                                      | Tunisie                   | Culturel (iii), (iv), (v)               | 31,68           | 60,99            | 498  |                                                          | 35° 49′ 40″ nord, 10° 38′ 19″ est    |        |
| Kairouan                                                              | Tunisie                   | Culturel (i), (ii), (iii), (v), (vi)    | 68,02           | 154,36           | 499  |                                                          | 35° 40′ nord, 10° 05′ est            |        |
| Xanthos-Létoon                                                        | Turquie                   | Culturel (ii), (iii)                    | 126,4           | 63,4             | 484  |                                                          | 36° 20′ 06″ nord, 29° 19′ 12″ est    |        |
| Hiérapolis-Pamukkale                                                  | Turquie                   | Mixte (iii), (iv), (vii)                | 1 077           |                  | 485  |                                                          | 37° 55′ 26″ nord, 29° 07′ 23″ est    |        |

### Patrimoine en péril
Le Comite décide de l'inscription d'un site sur la liste du patrimoine mondial en péril.
| Bien          | Pays                               | Lien | Notes | Coordonnées                       | Illus. |
| ------------- | ---------------------------------- | ---- | ----- | --------------------------------- | ------ |
| Fort de Bahla | Liste du patrimoine mondial à Oman | 433  |       | 22° 57′ 50″ nord, 57° 18′ 04″ est |        |

Par ailleurs, un autre site est retiré de cette même liste.
| Bien                                | Pays    | Lien | Notes                                                                              | Coordonnées                         | Illus. |
| ----------------------------------- | ------- | ---- | ---------------------------------------------------------------------------------- | ----------------------------------- | ------ |
| Parc national des oiseaux du Djoudj | Sénégal | 25   | En péril depuis 1984, le site est à nouveau inscrit sur cette liste de 2000 à 2006 | 16° 30′ 00″ nord, 16° 10′ 01″ ouest |        |

### Ajournements
Le Comité décide de différer l'inscription de 9 sites proposés.
| Site                                                             | Pays        | Notes                                                                                               | Coordonnées                          | Illus. |
| ---------------------------------------------------------------- | ----------- | --------------------------------------------------------------------------------------------------- | ------------------------------------ | ------ |
| Pueblo de Taos                                                   | États-Unis  | Inscrit en 1992                                                                                     | 36° 26′ 21″ nord, 105° 32′ 44″ ouest |        |
| Spanish Town                                                     | Jamaïque    | | 17° 59′ 42″ nord, 76° 57′ 18″ ouest  |        |
| Réserve naturelle intégrale de Bemaraha et des forêts adjacentes | Madagascar  | Inscrite en 1990                                                                                    | 18° 40′ sud, 44° 45′ est             |        |
| Mosquée de l'Aïd de Malé                                         | Maldives    | Regroupée sur la liste indicative du pays en 2013, au sein des mosquées de corail des Maldives (de) | 4° 10′ 29″ nord, 73° 30′ 15″ est     |        |
| Mosquée du vendredi de Fenfushi                                  | Maldives    | Regroupée sur la liste indicative du pays en 2013, au sein des mosquées de corail des Maldives (de) | 3° 29′ 21″ nord, 72° 47′ 02″ est     |        |
| Mosquée du vendredi d'Ihavandhoo                                 | Maldives    | Regroupée sur la liste indicative du pays en 2013, au sein des mosquées de corail des Maldives (de) | 6° 57′ 17″ nord, 72° 55′ 38″ est     |        |
| Mosquée du Vendredi de Malé (en)                                 | Maldives    | Regroupée sur la liste indicative du pays en 2013, au sein des mosquées de corail des Maldives (de) | 4° 13′ 05″ nord, 73° 32′ 37″ est     |        |
| Utheemu Gaduvaru                                                 | Maldives    | | 6° 50′ 04″ nord, 73° 06′ 47″ est     |        |
| New Lanark                                                       | Royaume-Uni | Inscrit en 2001                                                                                     | 55° 40′ nord, 3° 47′ ouest           |        |

### Rejets
Le Comité rejette 2 propositions d'inscription.
| Site         | Pays     | Notes | Coordonnées                         | Illus. |
| ------------ | -------- | ----- | ----------------------------------- | ------ |
| Port Royal   | Jamaïque |       | 17° 56′ 13″ nord, 76° 50′ 28″ ouest |        |
| Séville (en) | Jamaïque |       | 18° 26′ 08″ nord, 77° 12′ 57″ ouest |        |